# Чадрув
Чадрув (пол. Czadrów, нім. Ober Zieder) — село в Польщі, у гміні Каменна Ґура Каменноґурського повіту Нижньосілезького воєводства.
Населення — 716 осіб (2011).
У 1975-1998 роках село належало до Єленьоґурського воєводства.

## Демографія
Демографічна структура станом на 31 березня 2011 року:
|          | Загалом | Допрацездатний вік | Працездатний вік | Постпрацездатний вік |
| -------- | ------- | ------------------ | ---------------- | -------------------- |
| Чоловіки | 360     | 72                 | 265              | 23                   |
| Жінки    | 356     | 64                 | 234              | 58                   |
| Разом    | 716     | 136                | 499              | 81                   |